# María de los Ángeles Alvariño González
María de los Ángeles Alvariño Gonzalez (Serantes, 3 ottobre 1916 – La Jolla, 29 maggio 2005) è stata una biologa e oceanografa spagnola.
È stata la prima donna ad essere nominata come scienziata a bordo di una nave da esplorazione britannica o spagnola. Ha scoperto 22 nuove specie di animali marini e ha pubblicato oltre un centinaio di libri, capitoli e articoli scientifici. Nella sua tarda carriera ha studiato la storia delle prime esplorazioni scientifiche marine.

## Biografia
María de los Ángeles Alvariño Gonzalez è nata a Serantes (Ferrol, Galizia) il 3 ottobre 1916. Era la figlia del medico Dr. Antonio Alvariño Grimaldos e Maria del Carmen Gonzalez Diaz-Saavedra. Fin da piccola Ángeles ha mostrato interesse per le scienze naturali. Ha frequentato il liceo Concepcion Arenal a Ferrol e nel 1931 si è iscritta all'Università di Santiago de Compostela dove si è laureata a pieni voti nel 1933 con due tesi intitolate "Insetti sociali" e "Donne in Don Chisciotte". "La creatività e l'immaginazione sono gli ingredienti base per gli scienziati, come nelle arti, perché la scienza è un'arte" – ha spiegato quando le è stato chiesto dei suoi diversi interessi.
Nel 1934 è stata ammessa all'Università Complutense di Madrid per studiare Scienze Naturali, ma dovette interrompere gli studi a causa della guerra civile spagnola. Durante la guerra, si dedica allo studio dell'inglese e del francese; l'inglese in particolare le si rivelerà molto utile quando la sua carriera di ricercatrice la porterà negli Stati Uniti.
Nel 1940 ha sposato Eugenio Leira Manso, capitano della Marina da Guerra Spagnola e Cavaliere dell'Ordine Reale e Militare di Sant'Ermenegildo. Due anni dopo è nata la loro figlia, Maria de los Angeles Leira Alvariño, che ora è una famosa urbanista e architetto negli Stati Uniti.
Dopo la guerra, Ángeles Alvariño ricomincia a studiare e nel 1941 ottiene un Master in Scienze Naturali all'Universidad de Madrid. A quel punto, ritorna con il marito a Ferrol dove tra il 1941 e il 1948 insegna biologia, zoologia, botanica e geologia in vari licei. Nel 1948 si ritrasferisce a Madrid per lavorare come biologa ricercatrice nel Dipartimento di Pesca Marina. Non riesce però a continuare le sure ricerche all'Istituto Spagnolo di Oceanografia a Madrid a causa di una legge antiquata che proibiva alle donne di fare parte dell'equipaggio di navi dell'Armada spagnola. Tuttavia, riesce ad iscriversi ad alcuni corsi universitari e continuare almeno in parte la sua ricerca. Nel 1951, dopo aver completato tre tesi in Psicologia sperimentale, Chimica analitica e Ecologia, riceve un dottorato di ricerca in Chimica all'Università Complutense di Madrid.
Nel 1950 torna in Galizia e lavora presso l'Istituto Oceanografico Spagnolo di Vigo. Nel 1953 riceve una borsa di studio dal British Council per condurre ricerca scientifica sullo zooplancton nel laboratorio della Marine Biological Association a Plymouth, in Inghilterra, sotto la direzione di Frederick S. Russell e Peter C. Corbin. Il lavoro di Alvariño si concentra su tre gruppi di zooplancton: i microscopici Chaetognatha, il Siphonophore coloniale e la medusa. I suoi studi sul plancton nel Canale della Manica e nel Golfo di Biscaglia, hanno portato alla scoperta di alcune anomalie nella distribuzione delle specie di plancton. Questa scoperta ha dimostrato che le acque dell'Oceano Atlantico si sono mosse in modo insolito verso il polo.
María de los Ángeles Alvariño è stata la prima donna scienziata a bordo di una nave da ricerca britannica. Nel corso della sua vita ha partecipato a diverse spedizioni e crociere scientifiche nell'Atlantico e nel Pacifico, a bordo di navi oceanografiche provenienti da Inghilterra, America, Spagna e Messico. Nel 1954 Alvariño torna in Spagna per continuare le sue ricerche sullo zooplancton. Progetta reti speciali e recluta pescatori e navi da ricerca che raccolgono campioni di plancton nell'Oceano Atlantico vicino alla Spagna e a Terranova e nel Mediterraneo.

### Attività scientifica negli Stati Uniti d'America
Nel 1956, María de los Ángeles riceve una borsa di studio dalla Commissione Fulbright per condurre ricerca scientifica presso il Woods Hole Oceanographic Institute a Cape Cod nel Massachusetts, dove lavora con Mary Sears, un'altra ricercatrice di zooplancton allora presidente del Congresso Oceanografico degli Stati Uniti.
Roger Revelle, direttore dello Scripps Institute of Oceanography (parte dell'Università della California a La Jolla), offre a Ángeles Alvariño un posizione di biologa all'istituto. Tra il 1958 e il 1969 María de los Ángeles ha lavorato a La Jolla studiando lo zooplancton al largo della costa della California, nell'Oceano Atlantico, Pacifico e Indiano. Durante questo periodo ha scoperto 12 nuove specie di Chaetognatha, nove di Siphonophore e una medusa. Ángeles Alvariño ha anche prodotto un modello che descrive la distribuzione mondiale di diverse specie di Chaetognatha e Siphonophora. La sua ricerca ricevette varie sovvenzioni da istituzioni americane come l'Ufficio della Marina degli Stati Uniti, la California Cooperative Oceanic Fisheries Investigations e la National Science Foundation. Nel 1966 diventa cittadina americana.
Nel gennaio 1970, viene nominata Biologa per la Ricerca sulla Pesca presso il prestigioso Southwest Fisheries Science Center (che fa parte della National Oceanic and Atmospheric Administration). Qui ha continuato le sue ricerche su Chaetognatha e Siphonophora, e ha studiato la relazione tra il comportamento predatorio di questi organismi e la sopravvivenza delle larve di pesce. Ha anche studiato la distribuzione delle specie Chaetognatha e Siphonophora negli oceani Pacifico e Antartico e il movimento del plancton negli oceani, in particolare gli effetti dovuti all'introduzione del plancton a causa dell'inquinamento e della navigazione.
Alla fine degli anni '70, Alvariño ha lavorato per coordinare la ricerca oceanica tra le nazioni latinoamericane. Durante questo periodo la sua ricerca ha ricevuto fondi dalla FAO e dall'UNESCO.
Si è ritirata come Scienziata Emerita nel 1993, ma ha continuato a condurre ricerche su navi marittime di vari paesi. Verso la fine della sua vita, Ángeles Alvariño si è dedicata allo studio delle prime esplorazioni scientifiche. Ha esaminato da vicino le scoperte scientifiche degli esploratori e navigatori spagnoli che per primi hanno mappato gli oceani e le loro correnti. Ha pubblicato un resoconto completo della spedizione Malaspina, la prima spedizione scientifica oceanica che viaggiò attraverso l'Oceano Atlantico occidentale e l'Oceano Pacifico dal 1789 al 1794.
Nel corso della sua vita, Ángeles Alvariño ha anche lavorato come docente presso l'Università Nazionale Autonoma del Messico nel 1976; alla San Diego State University dal 1979 al 1982; e più tardi, presso l'Università di San Diego tral 1982-1985. È stata anche visiting professor presso l'Università Federale del Paraná in Brasile nel 1982 e presso l'Istituto Politecnico Nazionale del Messico dal 1982 al 1986. Durante questi anni Alvariño ha diretto la ricerca di dottorato di diversi studenti e ha fatto parte di commissioni di tesi in vari paesi.
Alla sua morte, il 29 maggio 2005, ha lasciato un manoscritto completo a proposito degli uccelli e animali marini trovati nella spedizione Malaspina. Il progetto sarà completato e tradotto da sua figlia.

## Onorificenze e riconoscimenti
È stata nominata membro dell'American Institute of Fishery Research Biologists e della San Diego Society of Natural History, oltre ad essere membro della Biological Society of Washington e della Hispano-American Association of Researchers on Marine Sciences.
In riconoscimento della sua eccezionale carriera scientifica, nel 1993 Ángeles Alvarinño ha ricevuto la Grande Medaglia d'Argento della Galizia dal re Juan Carlos I e dalla regina Sofia di Spagna. L'Università di La Coruña le ha dedicato la Settimana delle Scienze nel 2005 e la città di Ferrol le ha reso omaggio postumo apponendo una targa commemorativa nel Campus of Esteiro. Inoltre, il governo della Galizia assegna ogni anno le borse di studio post-dottorato "Ánxeles Alvarinño", a lei intitolate.
Da lei prendono il nome due specie planctoniche, il chaetognatha Aidanosagitta alvarinoae (Pathansali, 1974) e l'idromedusa Lizzia alvarinoae (Segura, 1980). Una nave da ricerca dell'Istituto Spagnolo di Oceanografia si chiama "Ángeles Alvariño". La nave è stata varata nel 2012 dalla figlia Maria de los Angeles Leira Alvariño.

## Tassonomia
Durante la sua carriera, Alvariño ha scoperto 22 nuove specie marine e ha descritto la loro morfologia nelle diverse fasi di sviluppo utilizzando illustrazioni e note personali. Si è specializzata in Meduse, Siphonophorae, Chaetognatha e Hydrozoa. Queste sono le specie che ha descritto come nuove:
- Sagitta bierii Alvariño, 1961; chaetognath (ora Serratosagitta bierii Alvariño, 1961)[7]
- Sagitta euneritica Alvariño, 1961; chaetognath (ora Parasagitta euneritica Alvariño, 1961)[7]
- Sagitta scrippsae Alvariño, 1962; chaetognath (accettato come Pseudosagitta lyra Krohn, 1853)[8]
- Eukrohnia batypelagica Alvariño, 1962; chetognato[8]
- Sagitta bruuni Alvariño, 1967; chaetognath (ora Zonosagitta bruuni Alvarino, 1967)
- Sagitta nagae Alvariño, 1967; chaetognath (ora Zonosagitta nagae (Alvariño, 1967))
- Sagitta tokiokai Alvariño, 1967; chaetognath (accettato come Ferosagitta robusta Doncaster, 1902)
- Vogtia kuruae Alvariño, 1967; sifonoforo (accettato come Vogtia serrata Moser, 1915)[9]
- Enneanogonum searsae Alvariño, 1968; sifonoforo (accettato come Enneagonum hyalinum Quoy & Gaimard, 1827)[10]
- Sulculeolaria brintoni Alvariño, 1968; sifonoforo (accettato come Sulculeolaria quadrivalvis Blainville, 1830)[10]
- Krohnitta mutabbii Alvariño, 1969; chaetognath (accettato come Krohnitta pacifica Aida, 1897)
- Spadella hummelinck Alvariño, 1970; chaetognath (accettato come Paraspadella pulchella Owre, 1963)
- Spadella gaetanoi Alvariño, 1978; chetognato[11]
- Spadella legazpichessi Alvariño, 1981; chaetognath (ora Paraspadella legazpichessi Alvariño, 1981)[12]
- Nectocarmen antonioi Alvariño, 1983; sifonoforo (accettato come Praya dubia Quoy & Gaimard, 1833)
- Heteropyramis alcala Alvariño, 1983; sifonoforo (accettato come Heteropyramis maculata Moser, 1925)[13]
- Thalassophyes ferrarii Alvariño, 1983; sifonoforo (accettato come Crystallophyes amygdalina Moser, 1925)[13]
- Lentia eltanin Alvariño, 1984; sifonoforo (accettato come Lensia Achilles Totton, 1941)
- Lentia landrumae Alvariño, 1984; sifonoforo (accettato come cacciatore di Lensia Totton, 1941)
- Lensia eugenioi Alvariño, 1985; sifonoforo (accettato come Lensia campanella Moser, 1917)
- Spadella pimukatharos Alvariño, 1987; chaetognath
- Pandea cybeles Alvariño, 1988; medusozoa

### Specie omonime
- Aidanosagitta alvarinoae (verme freccia)
- Lizzia alvarinoae (medusa)